# Władysław Szerner

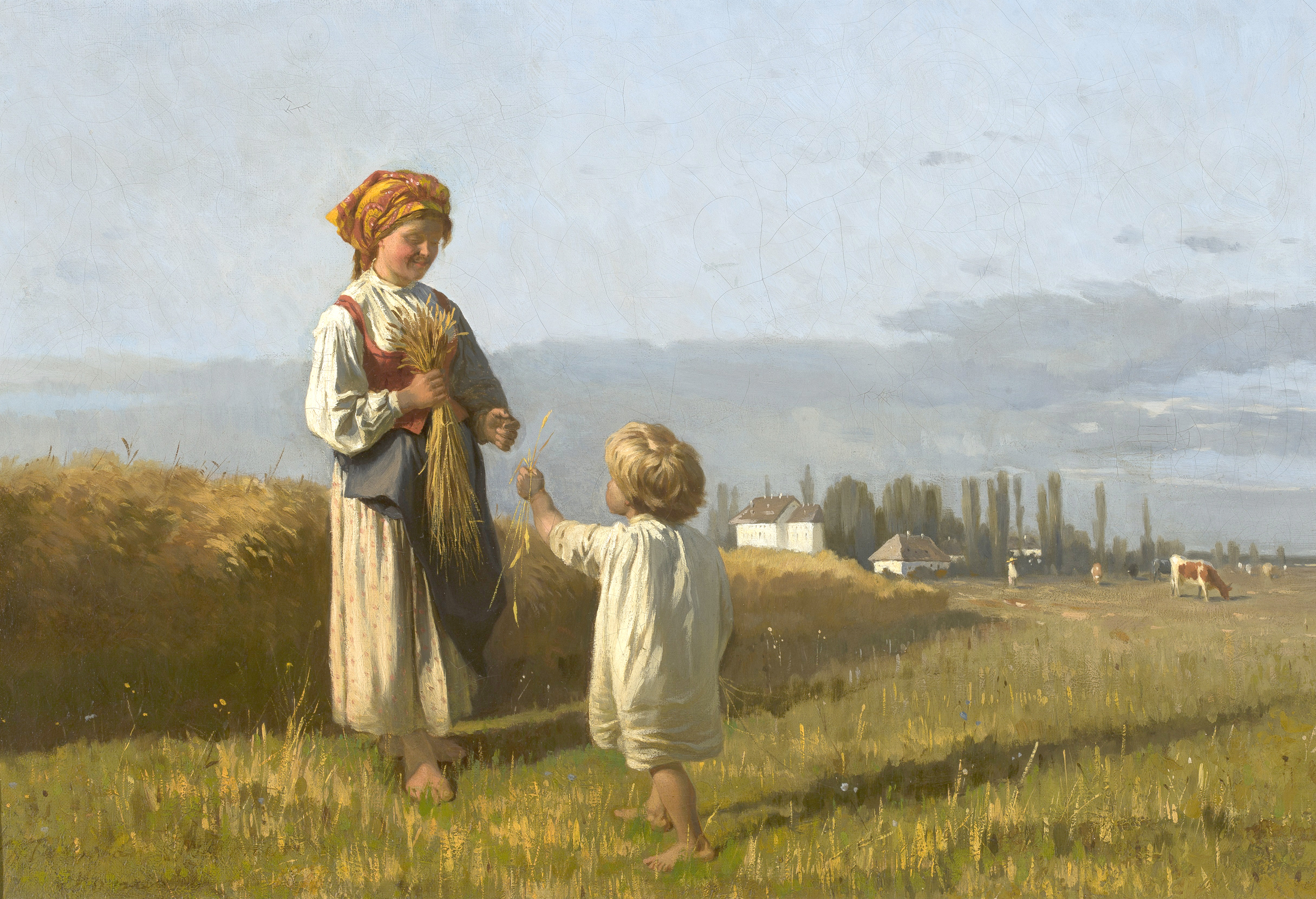
Nach der Ernte

Władysław Szerner (* 3. Juni 1836 in Warschau; † 4. Januar 1915 in Unterhaching) war ein in München tätiger polnischer Genre- und Pferdemaler.
Szerner studierte seit 1862 an der Akademie der Bildenden Künste Warschau bei Rafał Hadziewicz, Aleksander Kamiński, Christian Breslauer und Marcin Zaleski.
Seit dem 23. Oktober 1865 studierte er an der Königlichen Akademie der Künste in München bei Sándor Wagner, Hermann Anschütz und Alexander Strähuber.
Nach dem Studium blieb er in München und wurde hauptsächlich als Pferdemaler tätig. Er war mit Józef Brandt befreundet und von ihm beeinflusst. Gemeinsam unternahmen sie Reisen nach Wolhynien und der Ukraine. Szerner besuchte auch Brandt in seinem Sommersitz in Orońsko bei Radom.
Von 1874 bis 1909 war er Mitglied des Münchner Kunstvereins und nahm an dessen Kunstausstellungen teil. Er stellte auch seine Werke in Krakau, Lemberg und Warschau aus.
Szerner schuf Schlachtenbilder aus der polnischen Geschichte, mit den Darstellungen der Teilnehmer der Kriege Polens mit den Schweden, Tataren und Kosaken. Er malte auch idyllische Genrebilder aus dem Leben polnischer und huzulischer Bauern.
Sein Sohn, Władysław Karol Szerner (1870–1936), studierte ebenfalls seit dem 13. Oktober 1888 an der Münchner Akademie bei Johann Caspar Herterich, Gabriel Hackl und Wilhelm von Diez. Er unterzeichnete seine Werke als Władysław Szerner jun., oft kopierte er die Werke seines Vaters.